# Macroparalepis affinis
Macroparalepis affinis är en fiskart som beskrevs av Ege, 1933. Macroparalepis affinis ingår i släktet Macroparalepis och familjen laxtobisfiskar. Inga underarter finns listade i Catalogue of Life.